# Laguna de Antela
La laguna de Antela (Lagoa de Antela en gallego) es una laguna desecada en la década de los años 1950, situada en la comarca de La Limia, en el centro de la provincia gallega de Orense, España.

## Localización
Abarcaba terrenos situados en los municipios de Sandianes, Sarreaus, Villar de Barrio, Ginzo de Limia y Junquera de Ambía.

## Descripción
La laguna de Antela, uno de los humedales de mayor extensión de la península ibérica, se situaba a 615 metros de altitud, con 7 kilómetros de largo y 6 kilómetros de ancho, aunque dependiendo de la época del año, estas dimensiones variaban, así como su profundidad. Tenía de profundidad media 0,60 metros y en algunas pozas llegaba incluso a los 3 metros.
La depresión de la laguna de Antela tuvo su origen durante el Terciario como consecuencia de un amplio movimiento de placas. Unas ascendieron, dando lugar a diversas sierras, como las de Queija o San Mamede; otras se hundieron y dieron lugar a un conjunto de depresiones tectónicas, como las de Maceda, la laguna de Antela o Monterrey, que bordean por el oeste, sudoeste y sur, respectivamente, las citadas sierras.

## Historia
A lo largo del Terciario, producto de unas condiciones climáticas tropicales, se formaron numerosas áreas lacustres, entre ellas la que formaba la laguna de Antela, en las que, durante el Cuaternario, se habían ido depositando sedimentos. La práctica totalidad de las lagunas se colmataron, a excepción de la de Antela, que se conservó hasta nuestros días.
Innumerables fueron los intentos de desecamiento y aprovechamiento de sus tierras para la labranza hasta su definitivo desecamiento a partir del comienzo de las obras en el año 1958. Los romanos lo intentaron con la construcción de un emisario principal y una tupida red de pequeñas canalizaciones. Este emisario principal, que iba desde Villar de Barrio hasta la Veiga de Ponteliñares, medía 26 kilómetros de largo y 17 metros de ancho aproximadamente. El moderno canal siguió el mismo trazado.
De su riqueza biológica destacaban los miles de aves acuáticas que la utilizaban durante todo el año. En el que fue en su día el sur de la laguna se instalaron, a partir de 1972, varias empresas dedicadas a la extracción de arena, que es muy apreciada para la construcción.
Actualmente se intenta recuperar aquella riqueza biológica mediante la recuperación de las charcas de las areneras abandonadas.

### Intentos de desecación s XVIII
Parece que las primeras menciones a la desecación son del s. XVIII cuando el presbítero Pedro González de Ulloa   la Real Academia de Agricultura de La Coruña por iniciativa de José de Cornide Saavedra analiza la posibilidad de desecarla.  desde ponteliñares haciendo un canal y otros menores que entren en este en ángulos agudos para no detener el agua del principal.

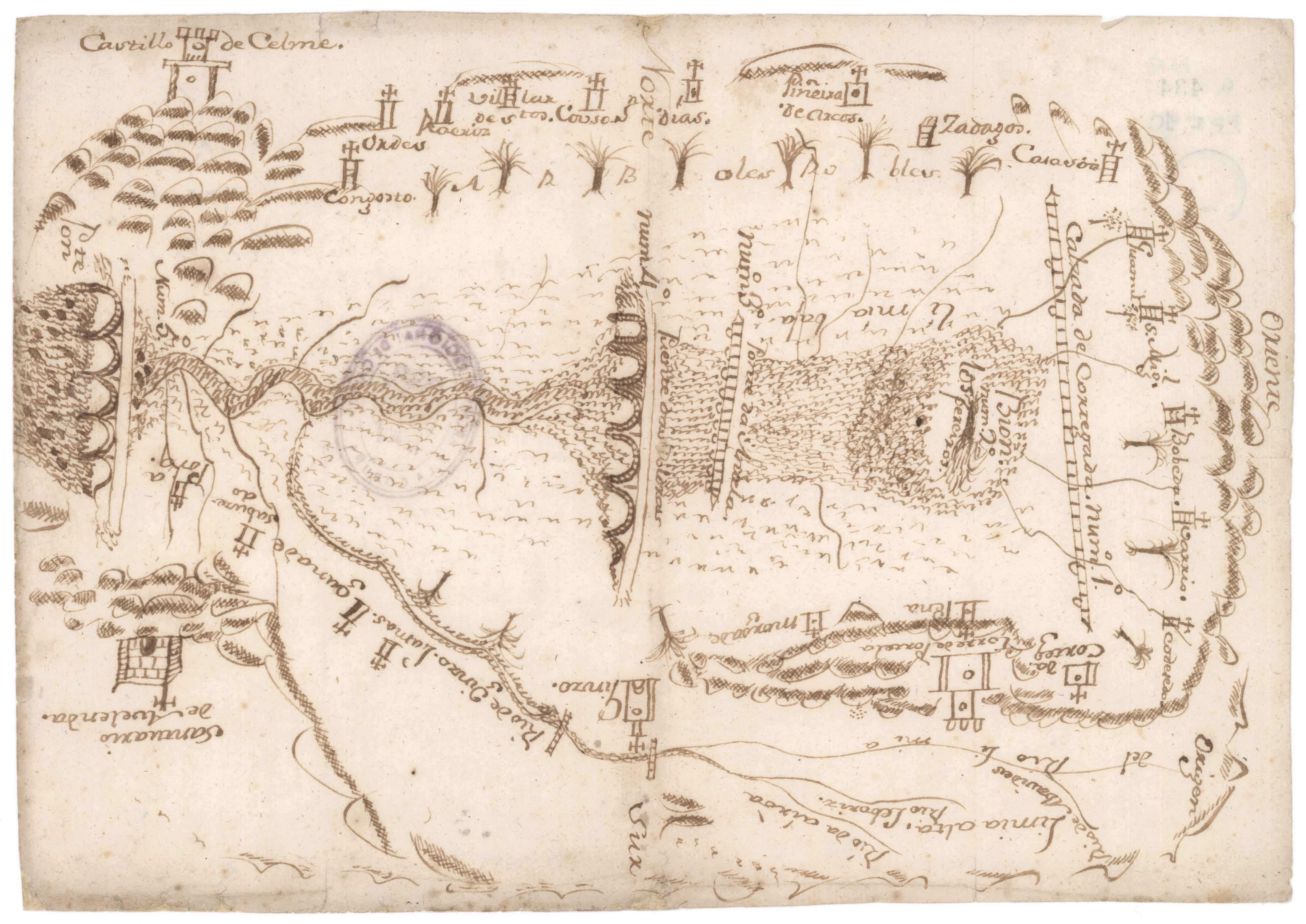
Plano del valle del Limia por Pedro Gonzalez de Ulloa

### Intentos de desecación s XIX
El ilustrado liberal José Lucas Labrada en su "Descripción económica del Reyno de Galicia" de 1804 n sus páginas 101 a 103 hace una extensa descripción de la zona, preponiendo ensanchar el cauce del río y eliminar las peñas de Ponteliñares, para mejorar el drenaje, creando una zanja principal con otras oblicuas, lo que crearía nuevas zonas de cultivo. Indica en el mismo que ya los vecinos intentaron en el pasado costear el eliminar las peñas citadas.

En marzo de 1827 por Real Orden Julián Toubes Salgado corregidor de Xinzo de Limia es comisionado para el desecamiento de la laguna.

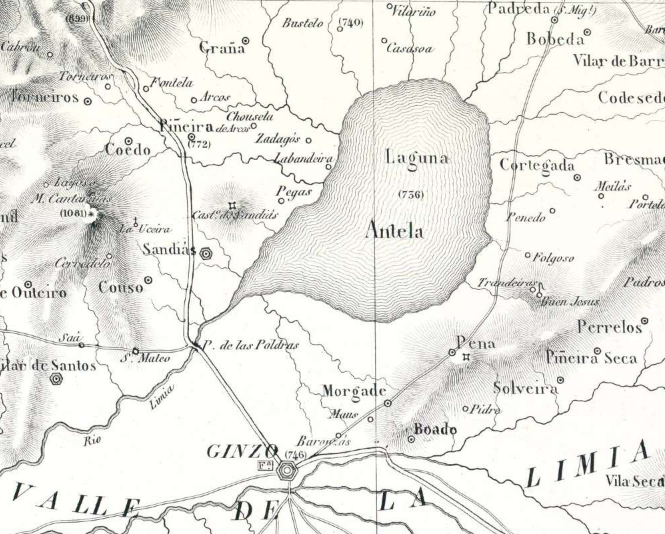
Laguna de Antela según la Carta Geométrica de Galicia de Domingo Fontán (1834).
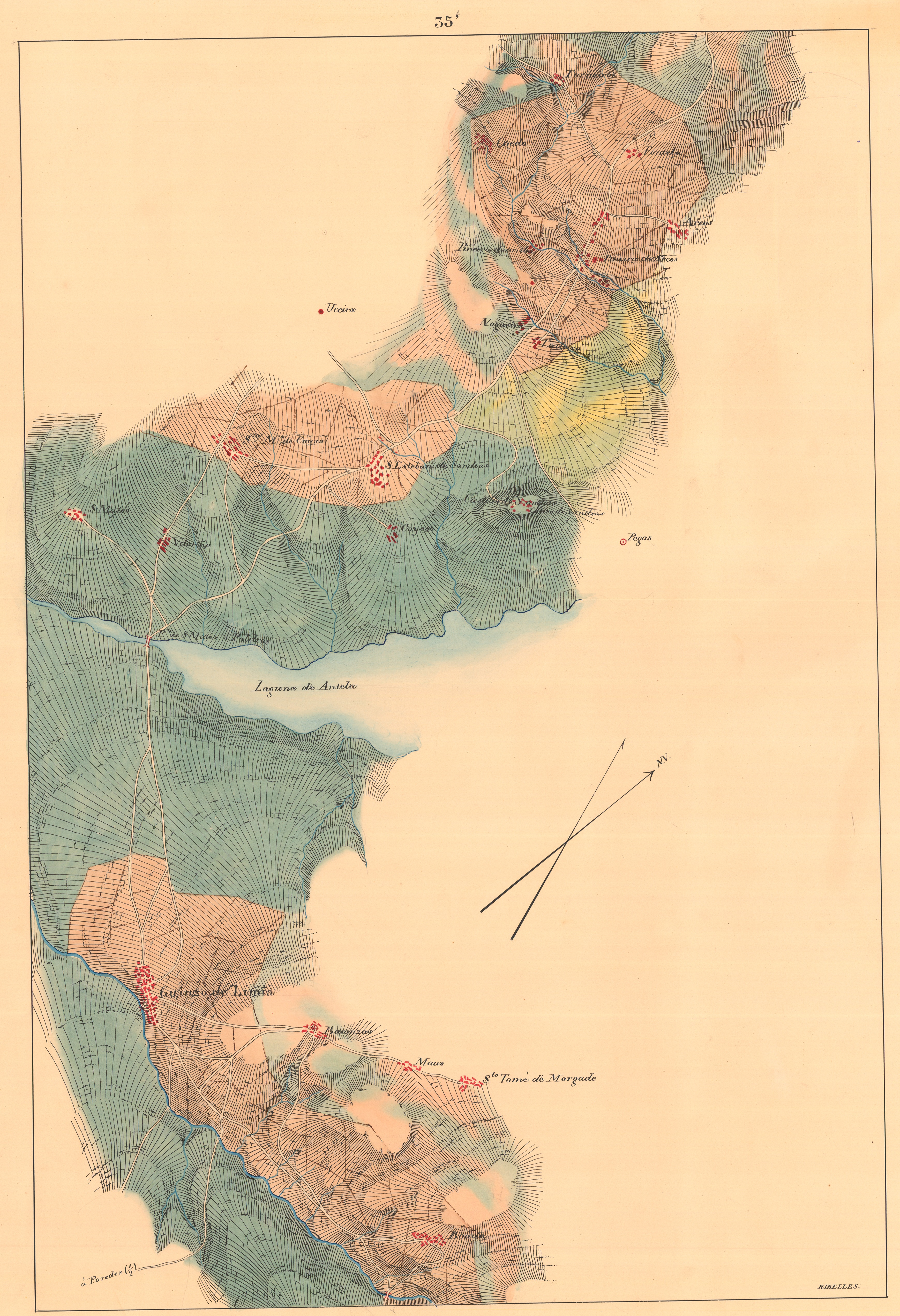
Itinerario topográfico de Madrid a la Coruña 1848
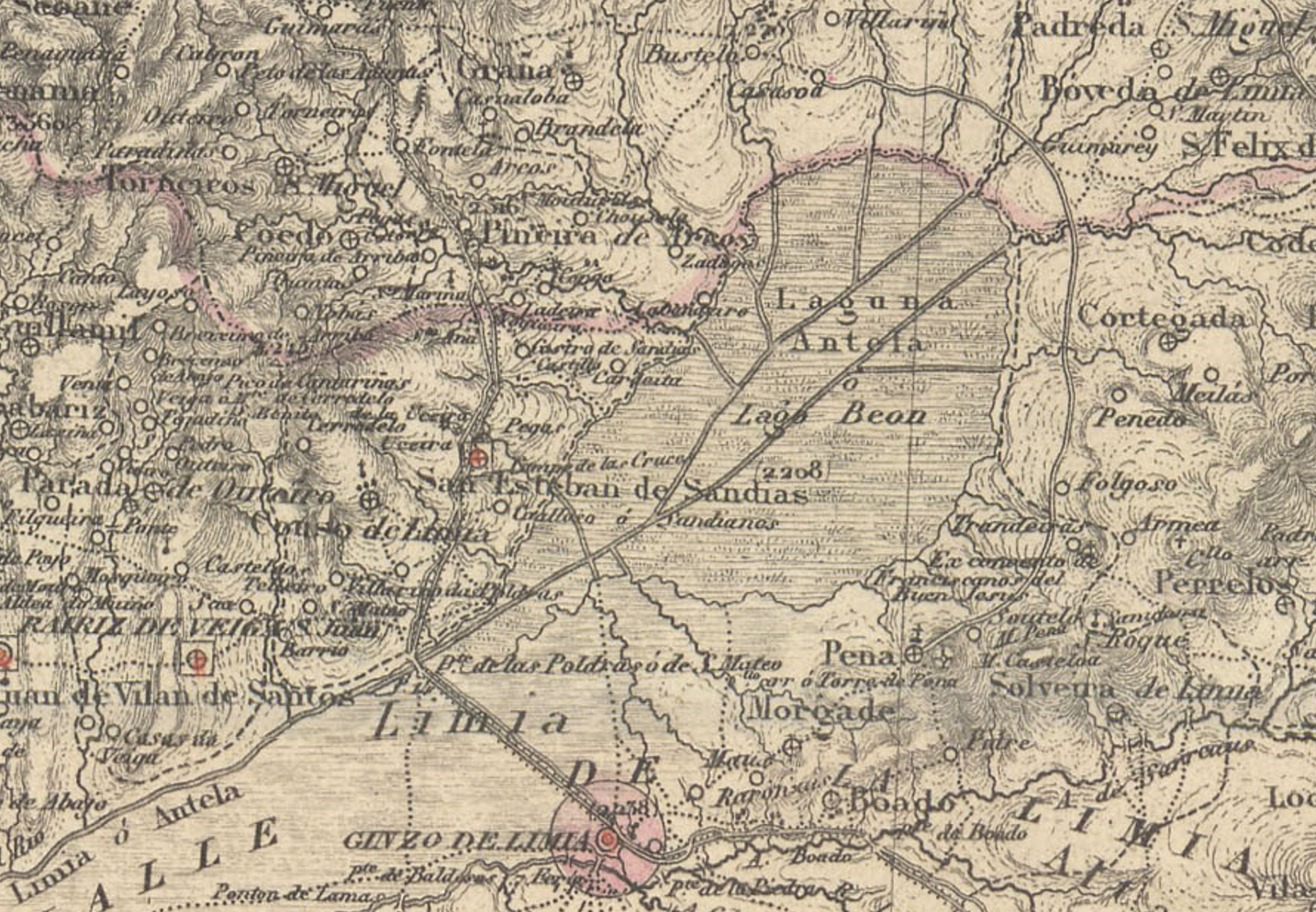
Laguna de Antela ya con canales de desecación en mapa de Orense por F. Coello 1856

En 1831 Juan Manuel Bedoya escribe una extensa memoria sobre desagüe de la laguna. Apoyado por Julian Toubes corregidor de Xinzo de Limia pero los trabajos finalizan inconclusos en 1834
El Diario de la Administración del 31 de marzo de 1934 recoge el oficio del corregidor de Xinzo Julian Toubes, a requerimiento del Secretario de estado de Fomento,  de los trabajos realizados hasta el momento anunciando que a lo largo de ese verano quedará desecada la laguna "desapareciendo del mapa" 
El 1 de abril de 1842 Jose Antonio de Gattell Jefe del gobierno provincial, requiere al alcalde constitucional de Ginzo la constitución de una Junta para las obras de desecamiento compuesto de cuatro miembros en los que debía presidirla el alcalde, y otros cuatro miembros de reconocido prestigio. Deberían preparar un presupuesto de los gastos.
El 13 de enero de 1847 el Boletín Oficial de la Provincia de Orense publica las cantidades destinadas al desgüe de la laguna
En marzo de 1854 se presenta una nueva solicitud al gobierno provincial de los hermanos Mugartegui , del que consta su exposición al público del proyecto.
El 21 de septiembre de 1855 el gobernador provincial J. Jimenez Cuenca prohíbe por la sobreexplotación la pesca de Sanguijuelas en la laguna para conseguir la recuperación de la población de las mismas, por la importancia que tenían para los hospitales de Galicia so pena de multa de 10 reales la primera vez y el doble la segunda.

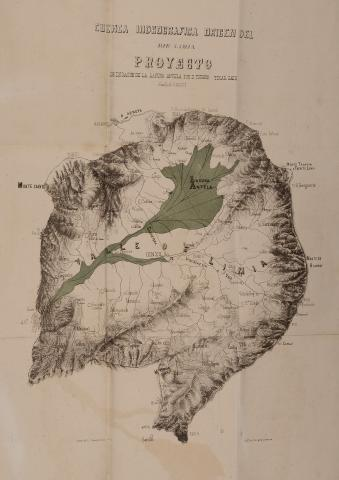
Proyecto 1868

En abril de 1868 por Real Orden el ministro de fomento Manuel de Orvio, declaran de utilidad pública las obras para la desecación de la Laguna de Anela, concediéndose  a los hermanos Ramón y Francisco Javier de Mugartegui y Parga y Toribio Iscar Saez, para ejecutar el proyecto elaborado por este último.

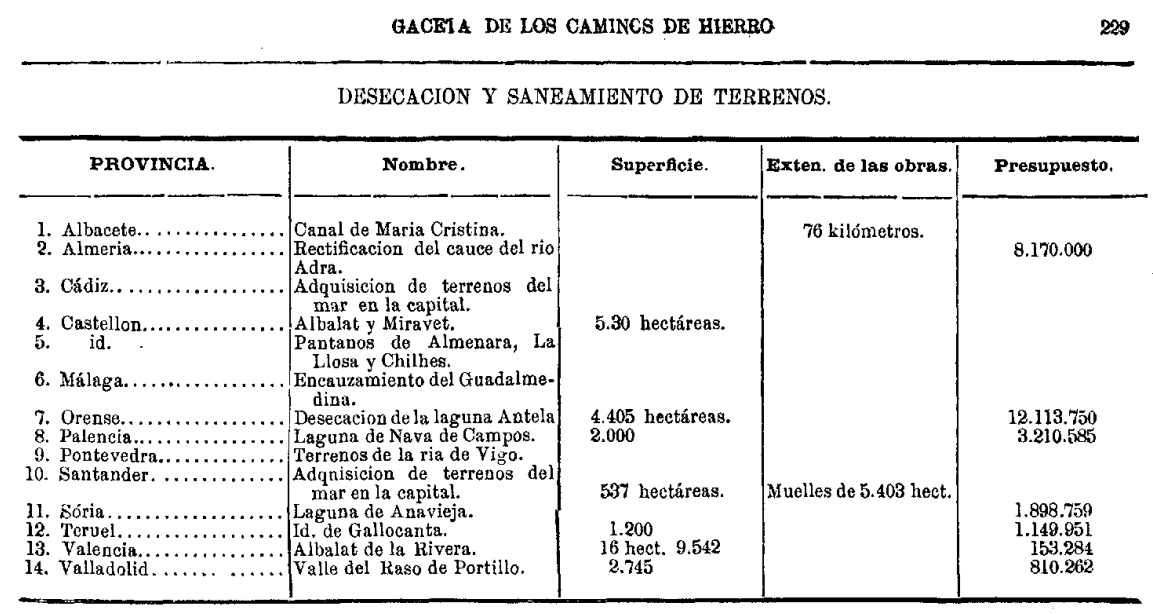
Proyectos de desecación y saneamiento en curso del año 1870

En Julio de ese año se anunciaba que ya se habían abierto 2 kilómetros de los 20 planteados
El 11 de julio de 1872 por Real Orden se concede una prórroga de 3 años, y otras 6 más en por Reales órdenes de 28 de junio de 1875, 5 de julio de 1878, 12 de marzo de 1881, 10 de septiembre de 1882, 24 de enero de 1885 y 29 de octubre de 1886, habiendo terminado el plazo fijado en la última en 15 de octubre de 1888. En 1874 la Comisión del Mapa Geológico indica los beneficios que para la salud y la agricultura acarrearía, pero sigue indicando que la mayor parte de lo realizado corresponde al intento de Julian Toubes
El 22 de diciembre de 1874 durante la Primera República se se transfiere la concesión a  John H. Stone y Richard Henry Freeman, súbditos ingleses residentes en Santiago de Compostela.
El 11 de enero de 1882 se publica en la portada de la Gaceta de Galicia en Santiago un extenso artículo sobre los riesgos de la desecación desde el punto de vista arqueológico.
En 1883 el periodista y diputado republicano Naciario Lenze intenta obtener la concesión también se dice ese año que la concesionaria inglesa traerá máquinas de vapor para realizar las obras.
El 8 de noviembre de 1889 se desestima la renovación de la licencia a los concesionarios, y se insta a iniciar el expediente de caducidad de la misma; así mismo se comunica a D. Inocencio Vilardebó la no procedencia de adjudicarle la concesión. Por Real Orden del 20 de junio de 1890, la concesión se da por caduca.
El 23 de junio de 1894 se procede a anunciar una nueva adjudicación en pública subasta de la concesión del desagüe y saneamiento de la laguna de Antela, y encauzamiento de una parte del río Limia, bajo el presupuesto de 149.747,83 pesetas.De las condiciones de la subasta se hace eco el periódico "La Tierra Gallega" publicado en La Habana en aquel entonces Provincia de Cuba. Se estiman las obras en 2.440.992,99 pesetas.
Vuelve a publicarse en Real Orden del 30 de septiembre de 1895, por el mismo importe, en pública subasta que se celebraría el 13 de enero de 1896 La prensa indica que la adjudicataria es la marquesa de Longeville, Carlota Pratington por la suma de 182.500 pesetas
En 1896 se indica en algunas publicaciones la oposición a dicha subasta por parte de los labradores de la zona.

### Intentos de desecación s XX
El 16 de diciembre de 1907 se transfiere la concesión a favor de la Sociedad "The Limia Company Limited" que poseía Carlota Partington y de Carcer, Marquesa de Longueville. En 1919 el Gobierno civil emplaza a esta compañía para que presente alegaciones al expediente de caducidad; pero la concesión aparece renovada nuevamente a "The Limia Company Limited" frente a Carlota Padington en 1920
Entre  1921 y 1930 Hilarión González del Castillo, promotor y defensor del modelo de Ciudad Lineal de Arturo Soria indica que este proyecto se podría extender a otras ciudades de país; en Galicia propone su ubicación en la laguna de Antela en varios artículos, en base a un proyecto que anterior de 1920 por Escrivá de Romaní publicado en el "Boletín de la Junta Central de Colonización y Repoblación Interior" que debía adaptarse para este nuevo fin, no pasa de teorizaciones.
En 1929 el ministerio de fomento autoriza a S.A. Colonias Agricolas, para redactar un proyecto de desecación.El mismo año el obispo de Orense presentaba al ministro de Fomento a través de la Confederación Agraria del Norte de España el proyecto de desecarla mediante un sifón que extraería el agua y regaría el valle de Rábeda próximo a Orense.
En el periodo entre la dictadura de Primo de Rivera y la II República se publican diferentes artículos en favor de su desecación por Heliodoro Gallego Armestoo Vicente Rivadeneira Constantino Anel Antonio Fernandez Vences, o editoriales tanto en La Región, como en La Zarpa (órgano de los agraristas y después del Partido Republicano Radical) ; el diputado  Carlos Taboada Tundidor al ministro de Obras Públicas un ruego para acometer estas obras demandadas según el por toda la comarcay el también diputado Basilio Álvarez hace lo mismo con el ministro de Obras Públicas 
Ya en plena Guerra Civil en 1938 se indica que ha sido presentado el proyecto por la Falange local personalmente a Francisco Franco para ejecutarse ese año, llevándose al pleno de la Diputación a propuesta del Gobernador Civil.
En 1939 se plantea que este proyecto se realice utilizando como mano de obra prisioneros de guerra, reuniéndose en el Gobierno Civil el gobernador Enrique Rodriguez Lafuente, los representantes de la Junta de Redención de Penas y varios técnicos. los trabajos comenzarían por la limpieza del canal de Toubes construido el siglo anterior.

### Desecación en la segunda mitad del s XX
En 1955 comienza a anunciarse el proyecto que con un valor de 40 millones de pesetas debería desecar la laguna. El proyecto de ley sobre el saneamiento y colonización de la laguna de Antela se pasa a las cortes franquistas el 4 de julio de 1956, siendo aprobado su dictamen el 20 de diciembre de 1956, comenzando los trabajos de sondeos en marzo de 1957

## Mitología sobre la laguna
Sobre ella se contaban infinidad de leyendas, entre las más hermosas están la de la ciudad de Antioquía, asolada cómo castigo por idolatrar el gallo; y la de los mosquitos, que eran el rey Artús y sus soldados, encantados en aquella vega. Estas leyendas las cuenta así Vicente Risco en un artículo de 1959:
"Galicia tiene un pasado inmemorial, desaparecido, como la Atlántida. Tenemos, incluso, una Atlántida, en trance de ser descubierta: el Instituto Nacional de Colonización anda para desecar la famosa laguna Antela - sueno ya de nuestros economistas del siglo XVIII-. En el fondo de esta laguna está sumergida una ciudad llamada Antioquia, por los pecados de sus habitantes, dados a prácticas idolátricas. En ciertas noches se oyen allí tocar las campanas y cantar los gallos bajo las aguas. "
Otras leyendas como las campanadas en las noches de San Juan, Navidad o Reyes y otras son citadas por otros autores.
Camilo José Cela en su libro Mazurca para dos muertos se refiere a las leyendas de la laguna, uno de los personajes Adrian Estevez bucea al fondo de la laguna para coger las campanas sumergidas de la ciudad de Antioquía, y también habla de sus famosas ranas. También Manuel Vidal Rodríguez en su Contos galegos d'antano e d'hogano incluye relatos de la laguna.